# Paolo Sarpi

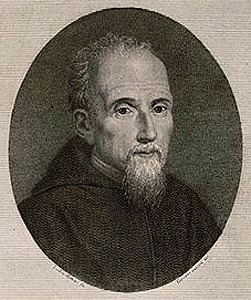
Paolo Sarpi

Paolo Sarpi of Sarpe (Venetië, 14 augustus 1552 — aldaar, 15 januari 1623) was een Italiaans geleerde, natuurfilosoof, politiek denker, patriot, geschiedschrijver en de officiële theoloog van de republiek Venetië. Hij schreef ongeveer 1.100 aanbevelingen voor de Senaat in Venetië. Hij correspondeerde met diverse geleerden. Sarpi was een tijdgenoot van Thomas Hobbes, William Cavendish, Jean Bodin, Johannes Althusius, Daniel Heinsius en Justus Lipsius. Hij bezorgde Galileo Galilei informatie over telescopen uit de Nederlanden. Sarpi was van mening dat de vroeg-christelijke kerk democratisch, arm, onwerelds en sober was. Hij werd door zijn houding ten opzichte van de kerk nooit tot bisschop benoemd.

## Biografie
Pietro Sarpi was de zoon van een koopman en werd opgevoed door zijn oom, een schoolmeester, nadat hij wees was geworden. Hij trad in 1565 tot de Servieten van Maria toe; eerst toen nam hij de naam Paolo aan. In 1570 werd hij hofprediker bij Willem Gonzaga in Mantua en studeerde wiskunde en Oosterse talen aan het bisschoppelijk seminarie. In 1575 ging hij naar Milaan en trad in dienst van Carolus Borromeüs om een kerkhervorming in te voeren. Hij werd professor filosofie in Venetië en in 1585 generaal-procurator van de orde. Hij vertegenwoordigde de orde in Rome, bestudeerde de archieven betreffende het Concilie van Trente en sloot vriendschap met Robertus Bellarminus, later een belangrijke tegenstander van Sarpi. In 1588 ging hij terug naar Venetië. Daar werd hij opgenomen door de factie van de Giovani en ook Sarpi luisterde hun bijeenkomsten op met een masker voor.
Zij waren anti-Spaans en tegenstrevers van de paus vanwege diens steun aan Spanje. Ze betwisten de aanspraken van de paus op Jurisdictie en waren anti-klerikaal, in de zin dat ze bezwaren hadden tegen het feit dat de clerus niet onderworpen was aan de lekenrechtspraak en geen lekenbelasting hoefde te betalen.

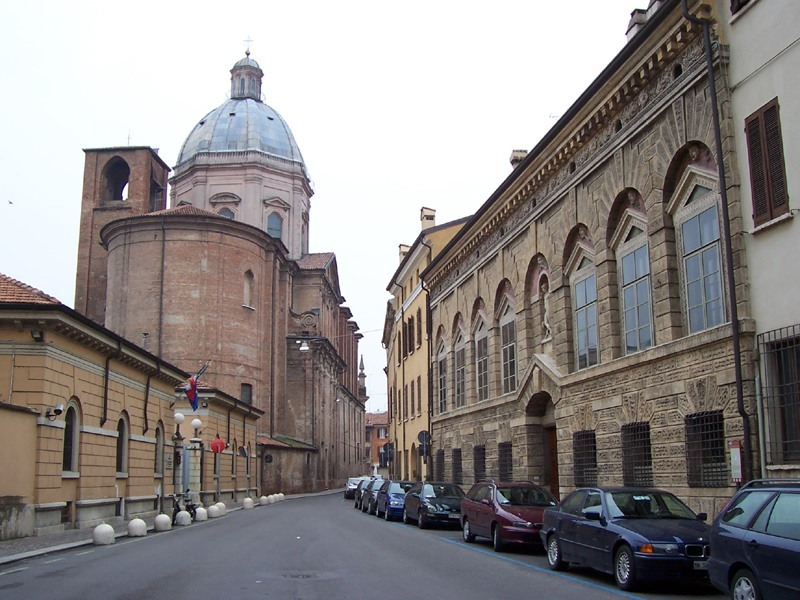
Klooster en kerk in Mantua

In 1601 werd hij beschuldigd van een ontoelaatbare mening over de onsterfelijkheid van de ziel. Sarpi werd ervan verdacht het protestantisme in Venetië te willen invoeren. In 1606 werd hij door de Republiek Venetië aangewezen tot verdediger van de kerkelijke aanspraken door Rome, nadat Venetië was beschuldigd door de pauselijke nuntius en werd getroffen door een banvloek. De Republiek zou zich moeten onderwerpen aan het pauselijk gezag. Daarop verklaarde Venetië dat de geestelijkheid, inclusief de jezuïeten, verboden werd de orders uit Rome op te volgen. Sarpi weigerde naar Rome te komen. Sarpi's boek Risposta di un Dottore in Teologia werd op de lijst van verboden boeken geplaatst door de Romeinse Curie. Frankrijk bemiddelde en het gevolg was dat excommunicatie door de katholieke kerk vanaf die dag als minder belangrijk werd beschouwd.
Op 5 oktober 1607 werd een aanslag op hem gepleegd en de daders vluchtten naar de Kerkelijke Staat. De rol van paus Paulus V is onduidelijk en Sarpi Sarpi sloot zich op in een klooster. Johan van Oldenbarneveldt en zijn schoonzoon, de eerste gezant van de Republiek in Venetië probeerden in 1610 contact met Sarpi te leggen. Ook van François van Aerssen kuste hem in 1620 de hand, hetgeen Constantijn Huygens die meereisde in het gevolg niet lukte.
Zijn hoofdwerk is Istoria del Concilio Tridentino dat in 1619 onder pseudoniem in Londen verscheen. Sarpi verkreeg materiaal van twee afgevaardigden naar het Concilie van Trente. Het manuscript (in het Latijn (?)) dat hij in 1616 had beëindigd werd met behulp van Daniël Nijs het land uit gesmokkeld. Sarpi heeft nooit toegegeven dat hij de auteur was. Leopold von Ranke heeft aangetoond dat het werk historisch niet betrouwbaar was, maar meer een verdediging van de Venetiaanse Republiek en haar belangen bij de status quo van voor het Concilie. Het anti-paapse werk werd door protestanten met graagte gelezen, beïnvloedde de gedachtegang over het Concilie vele jaren.
Intrigerend zijn de sceptische Pensieri van Sarpi, niet-uitgegeven 'Gedachten' die hij bijhield in private notities. Het gaat feitelijk om drie teksten: de Pensieri filosofici e scientifici, de Pensieri medico-morali en de Pensieri sulla religione. Daarin toonde hij zich een materialist en een agnost die neigde naar atheïsme. Hij verwierp alle filosofische argumenten voor het bestaan van God. Het ontstaan van godsdienst duidde hij psychologisch vanuit angst voor het onbekende, verlangen naar onbereikbare zaken en onbegrip van natuurfenomenen. Sommige religies konden sociaal nuttig zijn, maar het christendom zag hij als anti-sociaal. Hij maakte een vergelijkende studie van religies, analyseerde de geschiedenis van het christendom in seculiere termen, en concludeerde dat het compleet ongeschikt was als staatsgodsdienst. De laatste gedachte geeft iets prijs van de noodzakelijke hypocrisie waarmee hij in het leven moet hebben gestaan: de wijze man beseft dat zijn kennis altijd opbotst tegen het oneindige en neemt geen finale beslissing, hoewel hij in het openbaar de geaccepteerde overtuigingen steunt.

## Werken

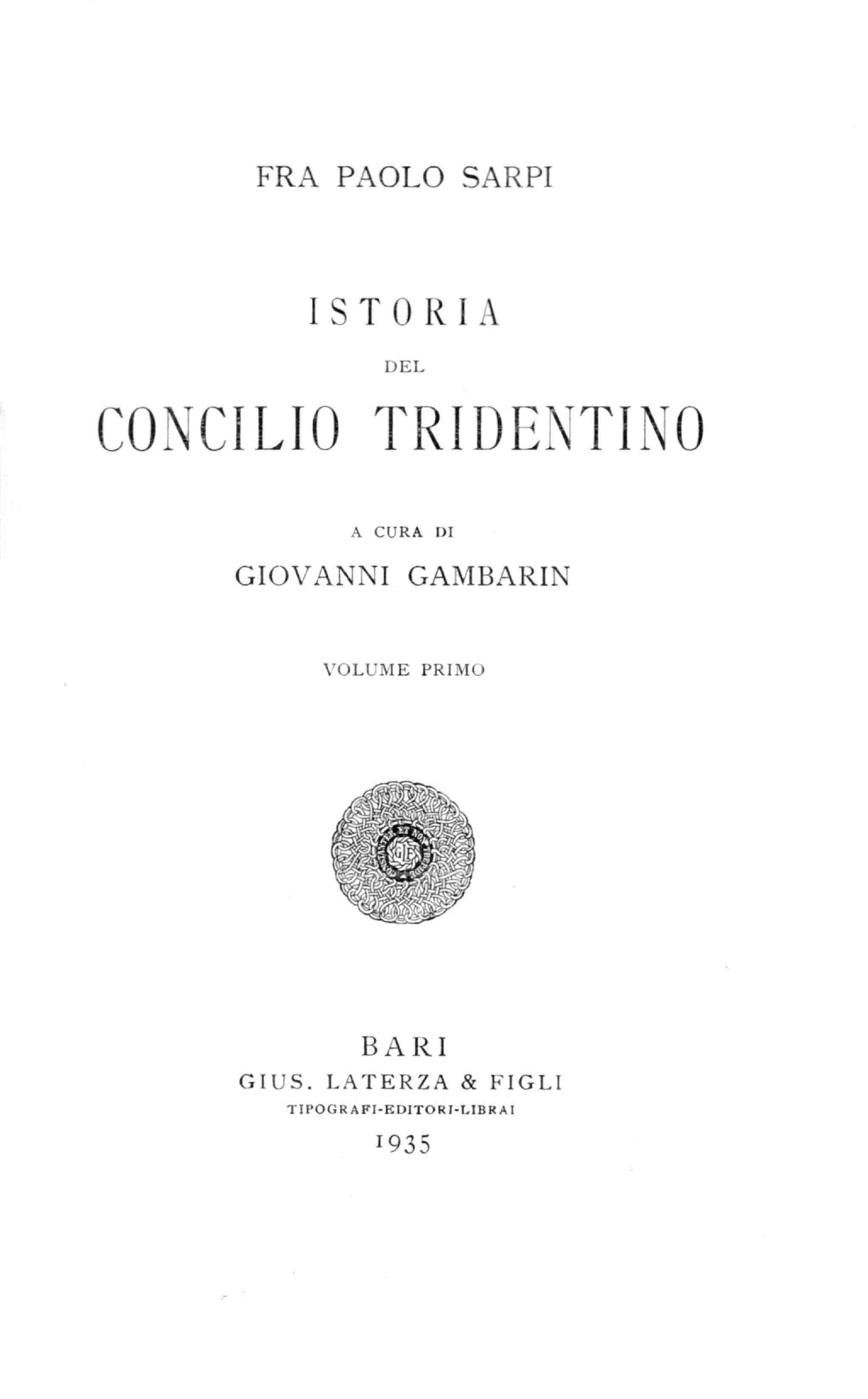
Istoria del Concilio tridentino, 1935

- Paolo Sarpi, Consulti 1606-1609 , vol. I, a cura di Corrado Pin, Pisa-Roma 2002.

- Bibsys: 90935401
- Biblioteca Nacional de España: XX998582
- Bibliothèque nationale de France: cb12197369z (data)
- Catàleg d'autoritats de noms i títols de Catalunya: 981058515246906706
- CiNii: DA03229336
- Gemeinsame Normdatei: 118751336
- International Standard Name Identifier: 0000 0001 1557 1576
- Library of Congress Control Number: n79124620
- Nationale Bibliotheek van Tsjechië: jo2004214913
- Nationale bibliotheek van Australië: 35476266
- Nationale Bibliotheek van Israël: 987007267555905171
- Nationale en Universitaire bibliotheek Zagreb: 000229127
- Nederlandse Thesaurus van Auteursnamen: 36310366X
- Réseau des bibliothèques de Suisse occidentale: 02-A000144326
- Istituto Centrale per il Catalogo Unico: RAVV043315
- LIBRIS: 89764
- SNAC: w6sb449m
- Système universitaire de documentation: 030588529
- Trove: 966764
- Virtual International Authority File: 76363633
- WorldCat: E39PBJkXvvGP6MBQMcGqHB6kDq